# Wetterrisiko

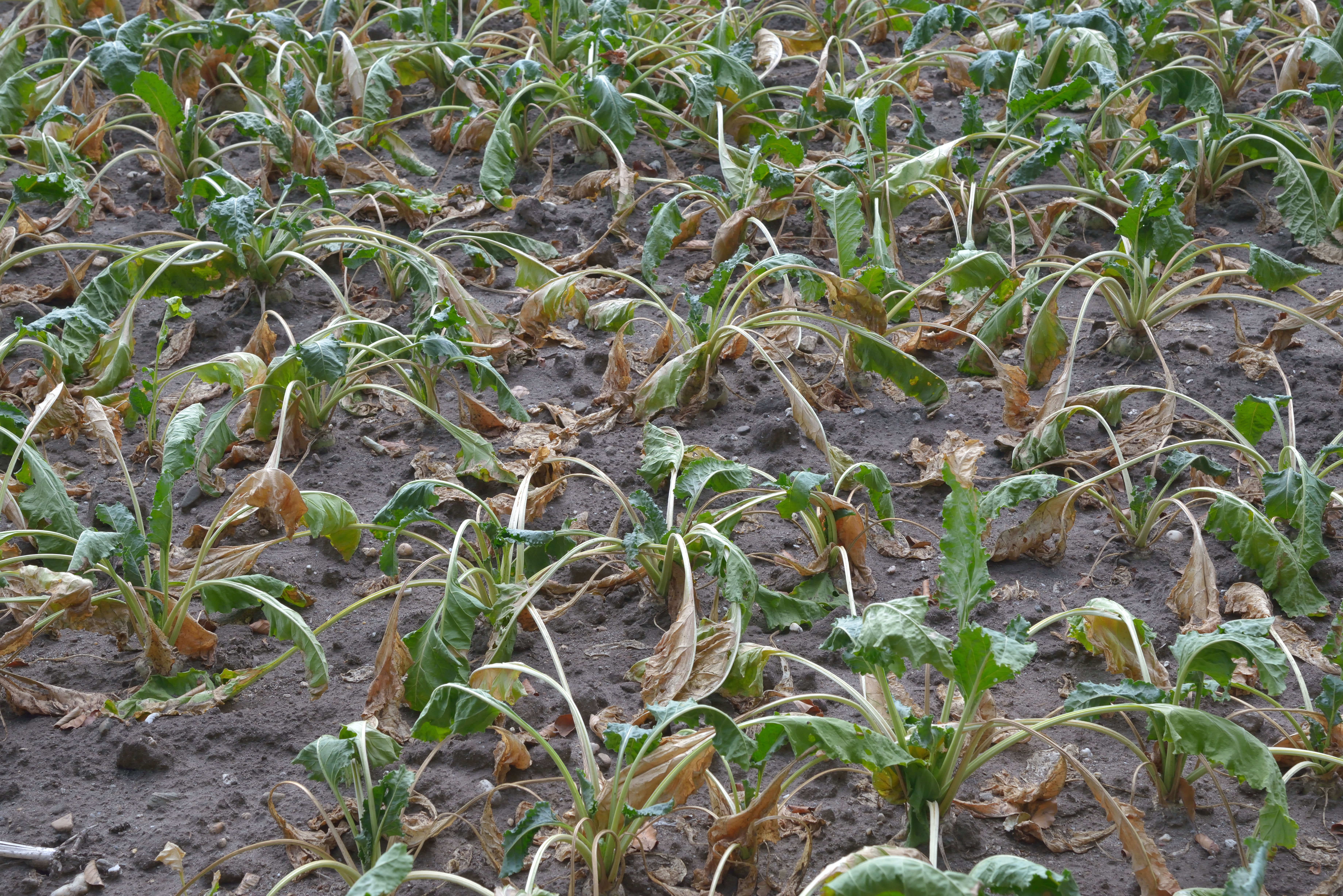
Zuckerrüben während einer Dürre

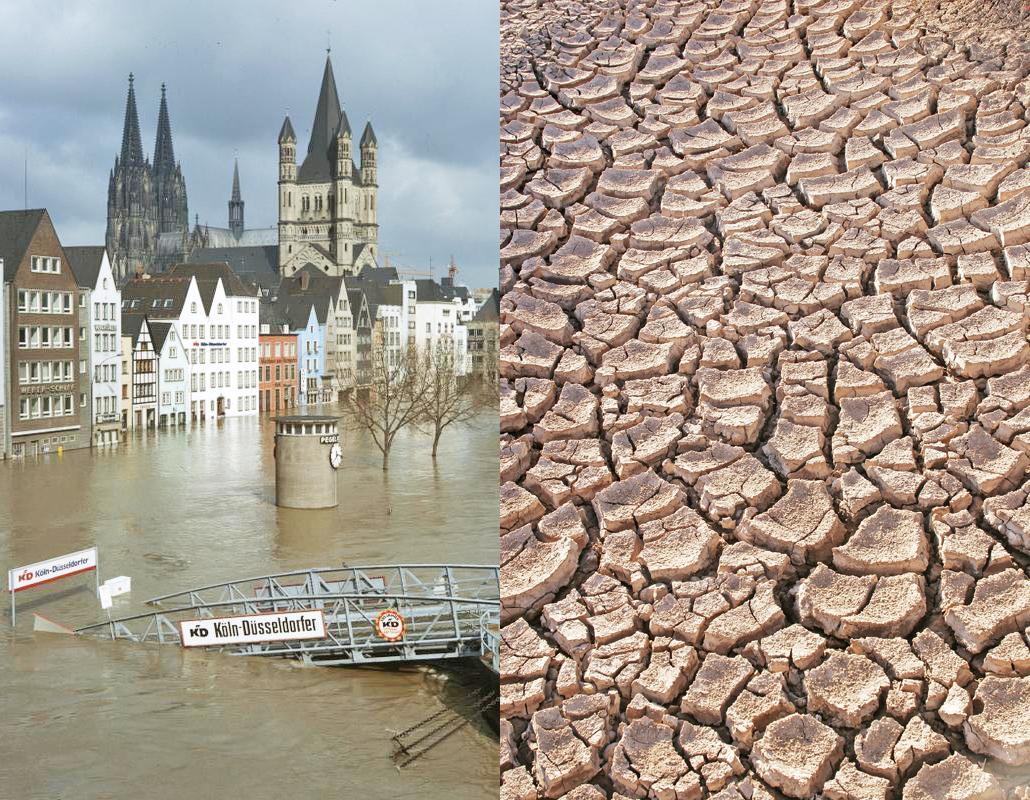
Köln: Hochwasser (April 1983) und Dürre am Rhein (August 2003)

Das Wetterrisiko besteht in der Betriebswirtschaftslehre aus der Ungewissheit, ob die Witterung die Beschaffung, Produktion und/oder den Vertrieb von Gütern und Dienstleistungen beeinträchtigt. 

## Allgemeines
Die Witterung ist ein Umweltzustand, der das Handeln des Menschen beeinflussen kann. Dieser Umweltzustand kann vom Menschen nicht beeinflusst werden, sondern ist als Datenparameter von den betroffenen Wirtschaftssubjekten hinzunehmen. Vom Wetterrisiko sind alle Wirtschaftssubjekte betroffen (Privathaushalte, Unternehmen, Staat). Bei Privatpersonen kann es sich auf deren Vermögen (als Sachschaden am Eigentum) oder die hiervon beeinträchtigten Personen (als Personenschaden) auswirken. Es kann sich bei Unternehmen als Markt- oder Finanzrisiko erweisen, das die Umsatzerlöse und die Ertragslage beeinträchtigen kann. Bei einem Staat kann sich das Wetterrisiko auf die Staatsausgaben auswirken, wenn der Staat bei Naturkatastrophen hilft und/oder auf die Staatseinnahmen, wenn das Steueraufkommen wegen Beeinträchtigung der Unternehmensprozesse abnimmt. Durch das Wetterrisiko entstandene Schäden werden allgemein als Wetterschaden bezeichnet, der ein operationelles Risiko darstellt.
Wetterrisiken können jedoch auch positive Auswirkungen haben wie die Hitzewelle in Europa 2003 gezeigt hat, als die Getränkeindustrie überdurchschnittliche hohe Gewinne erwirtschaftete. Dabei dürfen jedoch die entstandenen immensen Schäden in anderen Bereichen nicht übersehen werden.

## Wetterdaten
Wetterdaten sind technische Daten, die bei der Quantifizierung von Wetterrisiken eine entscheidende Rolle spielen. Das Wetterrisiko zeigt sich an zu hohen oder zu niedrigen Lufttemperaturen (Hitzewelle, Kältewelle), Luftdruck, Luftfeuchtigkeit (Dürre, Feuchtigkeit, Trockenheit), Niederschlag (Hagel, Schneesturm, Starkregen), Sonnenstunden, Wasserstand (Hochwasser, Niedrigwasser, Überschwemmung), Windgeschwindigkeit (Sturm, Orkan). Extremwetter liegen vor, wenn bestimmte Grenzwerte unter- oder überschritten werden. Zeigt beispielsweise der Pegel Niedrigwasser oder Hochwasser an, wird die Binnenschifffahrt eingestellt.

## Betroffene Wirtschaftszweige
Wetterrisiken wirken sich auf Wirtschaftszweige unterschiedlich aus:
- Produktionswirtschaft: Landwirtschaft, Forstwirtschaft, Fischerei (Urproduktion), Handel, Handwerk und Industrie (sekundärer Sektor) sind in unterschiedlichem Maße von Wetterrisiken betroffen. In der Landwirtschaft wirkt sich das Wetterrisiko durch Ernteausfälle, mangelnde Produktqualität der Agrarprodukte oder geringe Erntemengen aus. In der Bauwirtschaft kann die Bauleistung beeinträchtigt werden und zu einer Verzögerung der Bauzeit beitragen.[7] Die Energiewirtschaft ist vor allem bei erneuerbaren Energien durch das Wetterrisiko der Dunkelflaute betroffen.
- Im Dienstleistungssektor leidet vor allem der Tourismus unter Wetterrisiken. Beispiele sind Naturkatastrophen (Erdbeben, Stürme, Überschwemmungen, Waldbrände) in den Reisegebieten, die eine gebuchte Reise verhindern oder zum vorzeitigen Reiseabbruch führen. Das Wetterrisiko gehört zu den Lebensrisiken und stellt keinen Reisemangel im Sinne des § 651c BGB dar. Bei Saisonarbeit und Saisonbetrieben sind die Tätigkeiten auf eine bestimmte Jahreszeit begrenzt, so dass die durch witterungsbedingte Störungen eingetretenen Gewinneinbußen nicht mehr aufgeholt werden können.
- Verkehrswesen: Sämtliche Transport- und Verkehrsmittel sind vom Wetterrisiko betroffen, so dass der Personen-, Güter- und Tiertransport auch mit einem wetterbedingten Transportrisiko konfrontiert sind.

Auch die Eisenbahn ist vom Wetterrisiko betroffen, so dass der im Herbst 1966 eingeführte Werbeslogan „Alle reden vom Wetter. Wir nicht.“ den Kunden falsche Signale vermittelte. Böschungsbrände, beschädigte Oberleitungen oder Schneeverwehungen zeigen, dass auch die Bahn das Wetterrisiko einkalkulieren muss.

## Risikomanagement
Das Risikomanagement kann durch Prävention verhindern, dass Wetterrisiken zu einer Betriebsstörung oder Betriebsunterbrechung führen. Beispielsweise kann eine robustere Technik wie wetterfeste Gebäude (Hochwasserschutz), technische Anlagen oder Maschinen und Redundanzen (Notstromaggregate) für eine Minimierung oder Verhinderung von Ausfallrisiken sorgen. Schwachstellen sind auf ihre Wettertauglichkeit zu prüfen.
Darüber hinaus gibt es Maßnahmen der Risikobewältigung, die zu einer Risikoüberwälzung der Wetterrisiken auf andere Risikoträger führen:
- Sicherungsgeschäfte: Wetterderivate sind Derivate, bei denen der Sicherungsgeber dem Sicherungsnehmer bei eingetretenen Ereignissen die vereinbarte Geldsumme zahlt, etwa wenn {\displaystyle 30\mathrm {^{\circ }C} } Lufttemperatur überschritten werden. Rund 97 % aller Wetterderivate haben als Basiswert die Lufttemperatur.[9]
- Versicherungsarten: Elementarversicherung, parametrische Wetterversicherung oder Wetterversicherung ersetzen im Versicherungsfall den Vermögensschaden, der aus witterungsbedingten Gründen entsteht. Sie versichern das Risiko, dass eine Veranstaltung oder Filmproduktion abgesagt, abgebrochen, verlegt, verschoben oder in der Durchführung verändert wird.[10] Die parametrische Wetterversicherung ist schadensunabhängig, denn der Versicherungsfall tritt ein, wenn eine bestimmte Temperatur oder Regenmenge erreicht wird. Die Arbeitslosenversicherung zahlt Saison-Kurzarbeitergeld, um die ganzjährige Beschäftigung in Saisonbetrieben zu fördern.

## Wirtschaftliche Aspekte
Wetterrisiken nehmen durch globale Erwärmung und Klimawandel zu, so dass Risiko- und Krisenmanagement sich stärker auf diese Thematik einstellen müssen. Wetterrisiken können zu Betriebsstörungen oder Betriebsunterbrechungen, Fehlproduktion, Lieferengpässen, Unterbrechungen der Lieferketten (insbesondere bei der Just-in-time-Produktion) oder Verspätungen führen. Insbesondere in der Landwirtschaft können wetterbedingte Missernten Knappheit von bestimmten Agrarprodukten verursachen, so dass die eintretende Angebotslücke die Agrarpreise ansteigen lässt.
Zur  Quantifizierung der Wetterrisiken trug das Met Office bei, der britische Wetterdienst. In einer im November 2001 veröffentlichten Studie antworteten 500 Unternehmen branchenübergreifend, dass ihnen jährlich 12,7 Mrd. US-Dollar aufgrund ungünstiger, aber als normal einzustufender Witterungsbedingungen verloren gehen (das sind 9 % des britischen Bruttoinlandsprodukts). Mathematisch können die Wetterdaten mittels Varianz und Standardabweichung quantifiziert werden, wobei der Betriebszweck eines Unternehmens von Art und Anzahl der Wetterdaten beeinflusst werden kann. Die europäische Hitzewelle im August 2003 brachte Schäden von mindestens 10 Mrd. Euro.